# Susanne Maria Schwarz

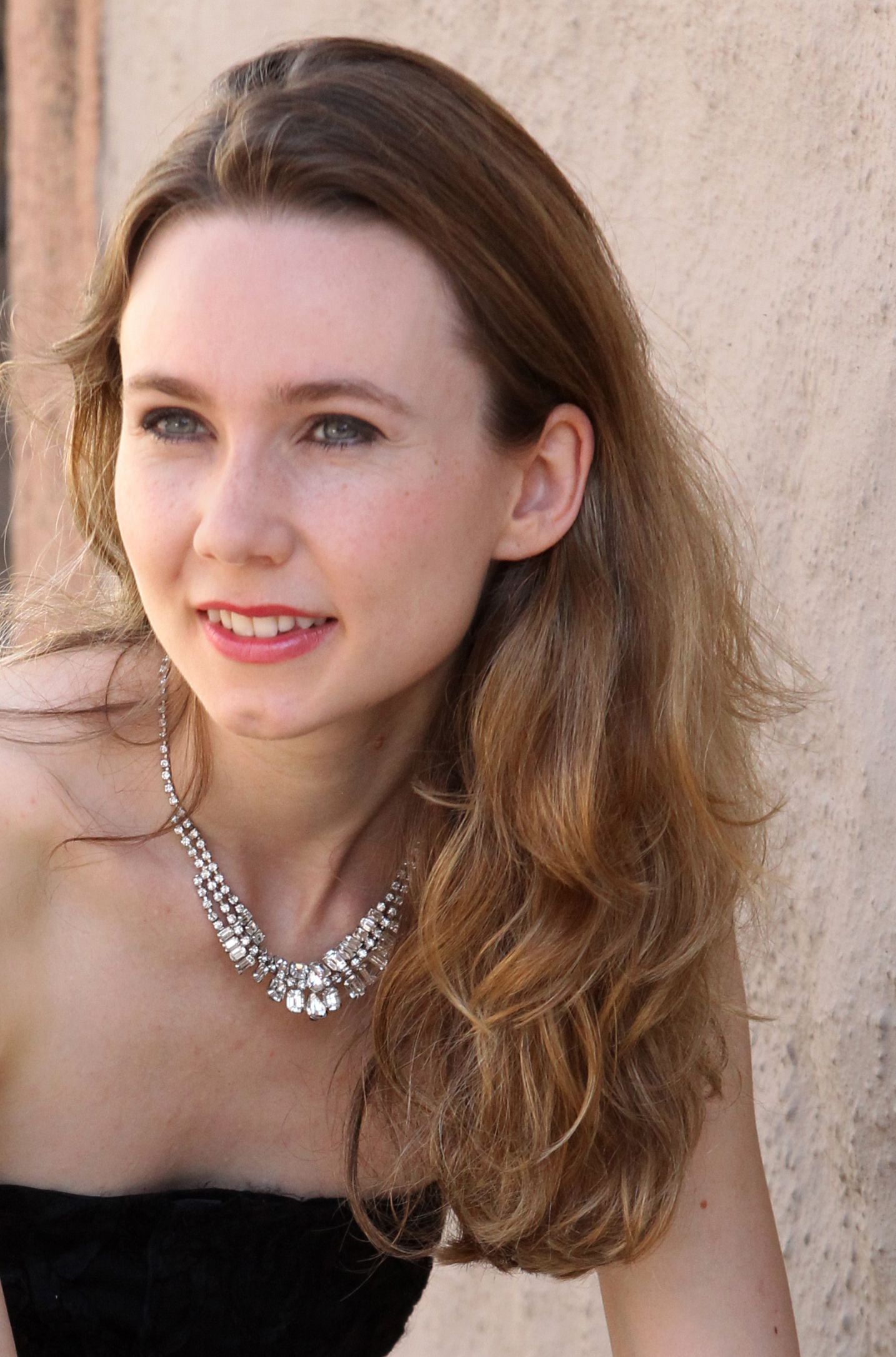
Susanne Maria Schwarz (2015)
(Foto: Martina Lenz)

Susanne Maria Schwarz geb. Susanne Lang (* 28. September 1986 in Speyer) ist eine deutsch-schweizerische klassische Pianistin und Klavierpädagogin. Sie hatte wesentlichen Anteil an der Wiederentdeckung des russischen Komponisten Jewgeni Gunst.

## Biographie
Susanne Maria Schwarz war Schülerin von Rudolf Buchbinder an der Hochschule für Musik Basel, wo sie mit je einem Master of Arts in Musikpädagogik/Klavierpädagogik und musikalischer Performance/Konzertpianistin mit Spezialisierung in Liedgestaltung abschloss. Weitere Wegbegleiter waren Leonora Josiovitch an der Städtischen Musikschule Frankenthal, Jean-Jacques Dünki und Eugen Polus. Zusätzliche künstlerische Anregung erhielt sie unter anderen von Elisabeth Leonskaja, Dmitri Baschkirow, Peter Feuchtwanger, Andreas Staier und Peter Schreier. Sie konzertierte unter anderem in Sälen wie Kulturcasino Bern, Glinka-Museum Moskau, Liederhalle Stuttgart, Tonhalle Zürich und Theater Casino Zug. Sie ist Künstlerin beim Label OehmsClassics.
Schwarz ist seit 2006 Jurymitglied an verschiedenen nationalen und internationalen Wettbewerben, u. a. am Internationalen Bitburger Klavierwettbewerb und bei „Jugend musiziert“.
Seit 2018 wirkt Schwarz im Vorstand der EPTA Schweiz und widmet sich dort der Jugendförderung. Seit 2024 ist sie künstlerische Leiterin der „Keller, Wildenrain“-Stiftung Brugg.

## Wiederentdeckung von Jewgeni Gunst
Schwarz hatte 2011 (noch unter ihrem Geburtsnamen Lang) wesentlichen Anteil an der Wiederentdeckung des russischen Komponisten Jewgeni Gunst. Gunsts Witwe hatte seinen Nachlass 1952 in zwei Umzugskartons dem damaligen Leiter des Musikwissenschaftlichen Seminars der Universität Basel, dem russisch-schweizerischen Musikwissenschaftler Jacques Handschin, übergeben in der Hoffnung, dieser erforsche den Nachlass. Handschin konnte sich aber vor seinem baldigen Tod 1955 nicht mehr darum kümmern, und der Nachlass verschwand im Archiv des Seminars. Erst als der aktuelle Leiter des Seminars, Matthias Schmidt, das Archiv mit seinen Studierenden sichtete, wurden die zwei Kartons entdeckt. Schmidt initiierte darauf ein Forschungsprojekt, das zu einer Ausstellung mit Konzerten und zu Publikationen führte. Für die Konzerte wurden Susanne Lang und Jean-Jacques Dünki beigezogen. Die Ausstellung wurde zuerst 2011 im Basler Museum Kleines Klingental gezeigt, mit Konzerten, gespielt von Schwarz und Dünki. 2014 wurde sie auch in Moskau gezeigt, wiederum begleitet von Konzerten, gespielt von Schwarz und Dünki.
Schwarz spielte in der Folge zwei CDs mit von ihr ausgewählten Werken Gunsts ein, die als Ersteinspielung große Beachtung fanden. Die erste CD, „Werke für Klavier – Wanderer zwischen den Welten“, erschien 2014 mit Solowerken Gunsts und wurde für den Preis der Deutschen Schallplattenkritik nominiert. Die zweite, 2016 erschienen, enthält „Werke für Violine und Klavier“ mit der Violinistin Elena Denisova.

## Lehrtätigkeit
Von 2015 bis 2018 unterrichtete Schwarz an der Musikschule Binningen-Bottmingen. Bis zur Geburt ihres Sohnes 2021 war sie seit 2012 als Korrepetitorin an der Hochschule für Musik Basel und seit 2014 als Instrumentallehrperson am Gymnasium Münchenstein tätig. Seit 2014 unterrichtet sie Klavier und Bodypercussion an der Musikschule Brugg. Sie gibt Meisterkurse/Workshops im Fach Klavier Kammermusik und Liedgestaltung, Rhythmus und Bodypercussion im In- und Ausland.

## Erfolge und Auszeichnungen
- 2000: Stipendium der Kreissparkasse Ludwigshafen
- 2002: 1. Preis im Bundeswettbewerb „Jugend musiziert“ in der Kategorie Solo
- 2004: 1. Preis im Bundeswettbewerb „Jugend musiziert“ in der Kategorie Begleitung (zusammen mit Benedict Kloeckner, Violoncello)
- 2004: Carl-Heinz-Illies-Förderstipendium der Deutschen Stiftung Musikleben
- 2005: Amadé-Hochbegabten-Förderprogramm der Hochschule für Musik Basel
- 2006: Stipendium des Internationalen Richard-Wagner-Verbands
- 2007: Stipendium der Zukunftsinitiative Rheinland-Pfalz (ZIRP)
- 2007: Gerd-Bucerius-Stipendium der Deutschen Stiftung Musikleben

## Rezeption
„Zusammen mit der Geigerin Elena Denisova spielt Susanne Lang diese Stücke mit betonter Einfachheit, verspielt und charmant. Von den scriabinesken Klängen, wie es sie in den Werken der ersten CD gab, ist in diesen sieben Miniaturen nichts zu hören. Sie finden sich aber in der Reduktion der ‚Symphonie fantastique‘. Obwohl pianistisch bereits sehr interessant, ist diese einsätzige Symphonie mit ihren knapp 18 Minuten ein starkes Stück, das Lang spannungsvoll darbietet und mit ihrem packenden Spiel das Verlangen nach dem Orchester schürt.“

„Susanne Lang interpretiert die Werke von Jewgeni Gunst mit großem Gespür für die feinen stilistischen Kontraste. Sie spart, wenn es sinnvoll ist, nicht mit Pathos, hat aber auch jede Menge impressionistischen Klangzauber auf Lager. In den Charakterstücken (vor allem den ‚Douze Miniatures‘) arbeitet sie überdies fein den doppelbödigen Humor des Komponisten heraus, wenn dieser musikalisch etwa einen Wespenschwarm oder ein schwankendes Boot darstellt.“

„Beeindruckend die Leistung der Solistin Susanne Lang; trotz fast graziler äusserer Erscheinung verfügte sie über einen sehr kräftigen Anschlag. Sie gestaltete in gleicher Weise gegenüber dem Orchester grossräumige Bogen wie feinere Stellen mit lyrischem Charakter.“

## Diskographie
- Jewgeni Gunst: „Werke für Violine und Klavier“; mit Elena Denisova (Violine); Claude Debussy: Suite bergamasque; OehmsClassics 1842, 2016[2][11]
- Jewgeni Gunst: „Werke für Klavier – Wanderer zwischen den Welten“; Trois Préludes op. 13, Heidelberger Skizzen op. 6, Romances sans Paroles e-Moll op. 2, Danses fantasques op. 29, Romances sans Paroles cis-Moll op. 2, Douze Miniatures op. 28; OehmsClassics 899, 2014 (Ersteinspielung des bis dahin unbekannten Komponisten; für den Preis der Deutschen Schallplattenkritik nominiert)[14][8][10][2]
- „Petites Fleurs: Klavierminiaturen“, mit Werken von Manuel de Falla, Leoš Janáček, Franz Liszt, Sergei Prokofjew, Sergei Rachmaninow, Franz Schubert, Rodion Schtschedrin, Bedřich Smetana und Pjotr Iljitsch Tschaikowski; OC 780, 2010[15]

## Persönliches
Susanne Maria Schwarz ist verheiratet und hat zwei Kinder. Sie lebt in Brugg in der Schweiz.